# ちるらん 新撰組鎮魂歌
『ちるらん 新撰組鎮魂歌』（ちるらん しんせんぐみレクイエム）は、原作：梅村真也、作画：橋本エイジによる日本の漫画作品。『月刊コミックゼノン』（ノース・スターズ・ピクチャーズ→コアミックス）にて、創刊号の2010年12月号から2023年6月号まで連載。2021年1月時点で累計発行部数は200万部を突破している。
明治45年（1912年）に市川真琴という女性記者が、幕末に名を馳せた新撰組について生き残りの永倉新八から話を聞くという形で新撰組の真実が描かれる作品。新撰組を「不良少年グループ」に見立て、ヤンキー漫画テイストで描いている。2017年には舞台化された。
『月刊コミックゼノン』2016年7月号（2016年5月25日発売）からは橋本本人によるスピンオフコメディ『ちるらん にぶんの壱』も連載されており、2017年1月より3月までそのテレビアニメが放送された。

## あらすじ
明治45年、3月。女性記者・市川真琴は、土方歳三の真実を知るために新選組の生き残り・杉村義衛が住む北海道小樽市にやって来た。当初、義衛は真実を墓場まで持っていこうと考えていたが、彼女が歳三の孫だと気づき、新選組の真実を語り始める。
かつて、歳三は石田散薬の行商の傍ら、道場破りをしながら剣を磨いていたが、偶然立ち寄った試衛館で近藤勇との勝負に敗れる。歳三は雪辱を果たすため、試衛館の門を叩く。

## 登場人物
声は特記なき場合はアニメ「にぶんの壱」およびドラマCD共通。

### 主人公
土方歳三（ひじかた としぞう）
声 - 鈴木達央
本作の主人公。壬生浪士組副長→新撰組副長→局長代理→大鳥軍先鋒軍参謀。
最強の漢を目指し強さを求めており、強者との闘いを欲している。剣は我流で戦い方は常に真っ向勝負。相手が格上だと相打ち覚悟の『平青眼』を使用する。
1859年、石田散薬の行商の傍ら、武者修行のための道場破りで立ち寄った試衛館で近藤との勝負に敗れ、正式な門人となる。門人となってからは素振りを欠かさず行うなどの剣の基礎を磨いていった。
血の気が多く喧嘩っ早い性格だが、仲間のためなら命をも張れる真っ直ぐな性格の持ち主。佐々木との一件以降、『試衛館の狂犬』ということで名が通っている。高杉晋作は「世が世なら新撰組　土方歳三は10万の軍を率いる器」と評価していた。鳥羽伏見の戦いの初戦で圧倒的な敗北と、近代銃を活用した新時代の戦を経験したことにより、後に西郷隆盛から「戦争の天才」と言わしめる、自身の軍事的な才能が開花する。蝦夷共和国を建国する為の、蝦夷地主要拠点制圧の作戦を立案した際には、用意周到かつ敵の心理状態も計算に入れた策を立てており、大鳥からは「河井継之助が乗り移った」と思わせる程に凄みを増した。
鳥羽伏見の戦いが勃発してからは負傷して離脱した近藤勇の代わりとして局長代理となり、新撰組の指揮を取る。新撰組が江戸に戻ってからは、試衛館時代の仲間や多くの隊士たちの死の責任を取ろうと、常に自分の散り場所を探していたが、流山からの脱出後に読んだ近藤からの最期の手紙を読んでからは、近藤の遺志を守るために最期まで自身の誠を貫く覚悟と生き抜く覚悟を持つようになった。大鳥らとの合流後に会津を始めとする東北諸藩連合との連携の上で蝦夷地に新国家を建設すると言う榎本の計画の中で、軍の指揮官として土方の力を貸して欲しいと大鳥から頼まれた時には条件として、新撰組の自身の指揮下に置き自由を保障することと、自分の散る時は自分が決めると言う二つの条件を出した。そして大鳥ら伝習隊との合流後からは、髪を切り新撰組の羽織では無く、洋式軍服を着るようになり、戦い方も刀のみでは無くて、銃も使用するようになった。後に合流した永倉からは、土方の洋式軍服の格好を見た時には、「その方がしっくりくる」と言われている。
市川真琴（いちかわ まこと）
東京毎日新聞の記者。土方歳三の孫。新撰組副長 土方歳三の真実を知るため、杉村を訪ねる。一度は刀で脅されるも命懸けでも土方歳三の真実を知りたいと言う覚悟を見せた。
杉村義衛（すぎむら よしえ）
晩年の永倉新八。取材当時の年齢72歳。
新撰組の取材に来た市川真琴を一度は刀で脅すも真琴の眼と覚悟を見ると、自身が知る新撰組や土方歳三についての真の物語を話す。
年老いてなお、指抜きの腕前や休み無しで8キロ以上も歩く体力がある。

### 新撰組

#### 試衛館一派
近藤勇（こんどう いさみ）
声 - 高木渉
試衛館の道場主。壬生浪士組局長→壬生浪士組平隊士→新撰組局長。試衛館の面々から、「近藤さん」や「オヤジ」と呼ばれ慕われている。
剣は一般的な日本刀を使用する。仕合などでは巨大な丸太の木剣を使う。「剛剣無双」と称される力の持ち主で、丸太の木剣を槍の突きより速く振るうことが出来る。
新撰組局長になっても自ら料理を作る程料理が趣味であり、高杉が新撰組の屯所に訪れた時も自ら手料理を振る舞う程である。しかし料理の腕はあまり良くない様子で、原田、高杉以外からは大不評である。。
仲間の命のためなら、局長の座を降りて土下座をしたり、素手で剣を握って止めたりする心優しい人物。その一方で土方同様、最強を目指す武士としての心意気を持つ。幼少期は農民の家系で勝五郎と言う名前であり、豪農の恵まれた環境でありながらも、他人を羨む欲深い性格であったが、自身を養子に迎えた近藤周助から心に誠が無いことを指摘され、己に誠を尽くせと言葉を受けてからは、その言葉を胸に生きていた。
芹沢鴨の暗殺事件では当初は山南の指示で動かないよう言われていたが、芹沢との戦いで総司の鬼子が再び覚醒することを恐れ、総司を止めるため単身で動き出す。途中で平山と戦い重傷を負った土方と共に芹沢の元に向かい、鬼子の状態の沖田と重傷の土方を戦わせないため単身で芹沢と戦う。芹沢との戦いでは自身と芹沢の戦力差を理解しつつも、鬼子に堕ちた総司を止められなかったことを後悔しており、死ぬのを覚悟し総司に自身が求め続けた武というものを見せようとした。
河上彦斎による新撰組隊士の襲撃時には、自身が山南敬助の才を絶対的に信頼していたことで、山南が相手の良いように振り回されることなど無いと断言し、全てを仕組んだのは山南敬助であると確信してしまう。前もって山南と共に行った土方の捜索を、永倉新八と原田左之助のに頼んでおり、2人には山南の処分を土方に任せると伝言を頼んでいた。
王政復古の大号令後の1867年12月18日に御陵衛士の残党に襲われ負傷してしまい、命に別状は無かったが戦には出られる状態ではなくなり、土方に新撰組を託し鳥羽伏見の戦いの前に病身の沖田と共に大坂に下って療養に専念することになった。尚その時に自身が使う予定だった、対薩長軍刀贋作"虎徹＂は佐川官兵衛に自身の伝言と共に託した。
江戸に戻ってからは身体が完治しては無いが、甲陽鎮部隊と名が変わった新撰組の隊士達と共に新政府軍の進撃を止めるため、甲府城の奪取に向かうも、甲府城が新政府軍によって陥落したと知ると、援軍を呼ぶためとして単身土方を江戸に向かわせ、翌日新政府軍を相手に甲州・柏尾の戦いとなり、惨敗を喫する。その夜に、自身の身体ではもう戦では十分な働きが出来なく足手まといにしかならないと悟り、隊士達を守ることを自身の最期の仕事にするために、土方や永倉といった組長らを新撰組から除名すると言う決断をする。その後は新撰組の隊士ら共に江戸に戻っていたが、江戸開城を知ると、新政府軍による新撰組壊滅を阻止するためと、徳川家が降伏した後の新撰組が闘うに足る場所として会津藩に向かうために、斉藤に先遣隊として会津に向かうよう言い、永倉と原田には隊名を変えて隊士らと共に会津に向かうよう指示を出し、自身は土方と共に新撰組の象徴であることから出来るだけ敵を引きつける役目を選び、最後に「新撰組とは自分たちに宿る"志"」「それだけを忘れずに各自思うがままに生きろ」と言い、新撰組の解散を宣言した。その後、土方らと新政府軍の注意を引くための撤退戦をしつつ、流山まで敵を引きつけ、流山を新政府軍に包囲されるも、斉藤や永倉ら他の隊士が無事に会津に逃げ延びたと確信した後に、逃げ延びた先の建物ご酒屋だったことから、土方や島田や市村らと最期に酒を酌み交わす。土方を酒に混ぜた眠り薬で眠らせ、島田と市村に自身が新政府軍に偽名で新撰組投降の使者として出頭し、自身が時間を稼ぐ間に他の隊士らと共に逃げ延びるよう最期の頼みを言い、土方が目を覚ましたら手紙を渡すよう頼み、"大久保大和"の偽名で新政府軍に出頭した。出頭後、罪人では無くて武士として死ねる様に斬首では無く切腹にするように上に掛け合おうとした有馬藤太に対して、罪人のままで良いと告げ、自身が斬首されることで新撰組への憎悪を和らげ他の隊士が生き伸びる可能性を増やすために、あえて罪人として惨めに散るという覚悟と意図を受け取った香川敬三によって、板橋刑場で斬首され散っていった。
沖田総司（おきた そうじ）
声 - 代永翼
試衛館最強の男。壬生浪士組副長助勤→新撰組副長助勤→新撰組一番隊組長。
9歳の時に人斬りをした武士を返り討ちにして以降、自分の姉を含めた周囲の人間から恐れられていた。しかし、近藤から手を差し伸べられたことがきっかけでそのまま試衛館の門下生となった。そのような背景から、近藤に対する忠義と信頼は人一倍強い。
剣の天才で、得意技は三回の突きが一回で突いたように見える「神速の三段突き」と称される突き。試衛館時代は土方に一度も負けたことが無く、天才剣士と呼ばれており、浪士組結成時には近藤から江戸に戻って天然理心流の五代目を継いで欲しいと頼まれるも、みんなと一緒にいたいと言う理由で拒否した。
極限状態になると、「鬼子（おにご）」と呼ばれるもう一つの人格が顕現する。これは心臓が通常の3倍の血液を送り出し、全身の筋肉細胞が覚醒することで、超人的な瞬発力を行使可能となる。この状態になると紅に燃える瞳になり、身体の体温が上昇する。鬼子が目覚めると理性を完全に失い、殺戮本能のままに動く殺人鬼となる。芹沢からは「闇しか見えてないただの人斬りの目」と言われ、幼少期に周囲から恐れられていたのはこれが原因で、近藤から愛情を注がれて以降は長らく封印されていたが、芹沢に二度も追い詰められたことによる、己自身への怒りによって再び覚醒する。覚醒後は暴走状態であったが、芹沢と近藤の勝負を見たことできっかけで鬼子を取り込み、理性を保ったまま発動することが出来るようになった。しかし理性を保った状態でも心臓に多大な負担をかけてしまうデメリットが存在する。
池田屋事変では鬼子を発動させて単身で敵を圧倒してたが、鬼子による身体への急激な負担によって急激に身体の具合が悪くなり戦線離脱してしまう。一度は鬼子を解くも桂が放った一瞬の剣圧に反応し、再び鬼子を発動させてしまう。最後は、喀血後昏倒しているところを近藤によって発見される。池田屋事変後松本良順の診察によって労咳であると診断された。
山南の死後に新撰組のために、自分の感情を抑えて冷徹になろうとしていた土方にらしくないと言い、自身の身体の状態を知りながらも、木刀にて殺気を込め鬼子を発動させる程の本気で土方と立ち会い、立ち会いの中で土方を試衛館時代の狂犬と呼ばれていた頃へ戻した。その直後に吐血をしてしまうが、土方に「もともと同じ道を往こうとしていたのでは無く、たまたま往く道が一緒だっただけ」と土方に本来の土方に戻るように言い、長州へ行くよう促し再戦の約束をした。
油小路の変では、当初は労咳で伏せる程の状態であったが、逃げようとした伊藤甲子太郎と相対し、銃の射程まで近づかれた伊藤甲子太郎の喉を鬼子になることで瞬時に刺し殺し、その場にいた藤堂平助に自身の平助に対する心情を告げて、最後は平助に逃げて自分の分まで生きるよう諭す。
鳥羽伏見の戦いのころには、鬼子になろうとするだけで吐血する程まで病が進行しており、局長代理になった土方から大坂へと下るよう命じられるも、反発し自身も戦線に加わろうとしていた。反発の理由は自分がいないと戦に負けてしまい、大好きなみんなが死んでしまい、これ以上家族を失うのが嫌だからということであった。だが御陵衛士の残党によって負傷していた近藤から、ここから先は自身の側にいて欲しい頼みまれ、近藤と共に新撰組を離脱し大坂へと下った。
大阪から江戸へ戻ってからは松本良順によって匿われていたが、容体が徐々に悪化していき、その最中に近藤の斬首の報告を聞き、労咳に効くからと飼っていた怪我していた黒猫が家の壁を登っていったのを見届けて、瀕死の状態の中自身を迎えに来た近藤の幻影に涙を流し、眠るように散っていった。
永倉新八（ながくら しんぱち）
声 - 梅原裕一郎
試衛館一の常識人。壬生浪士組副長助勤→新撰組副長助勤→新撰組二番隊組長→副長助勤。神道無念流免許皆伝者。
個性派揃いの試衛館の中では山南と並んで比較的常識人的な性格。他の試衛館の面々と比べると突出した才能が無いことを自覚しており、その差を埋め勝つために並々ならぬ努力をしている。負けの定義は「自ら負けを認めるか首と胴が離れ散ること」としており、自ら折れることは決してない強い意思の持ち主。
剣の才を補うため、体術に秀でる。握力が異常に強く、剣を握っている相手の指の骨を折る「指抜き」や一撃で相手を打ちのめす殴打力の強さに繋がる。さらに、斬られ慣れているため相手の刀を見切り、刀を掴んだり真剣白羽取りするのも得意。相手と真剣勝負や出陣をするときは、両腕に鉄甲を着用したり鎖を巻く。
史実の左之助と共に新撰組を脱退しての靖兵隊結成は、本作では新撰組の壊滅を避けるために近藤による指示で結成したことになっており、隊名を変え、新撰組の力を少しでも温存した状態で左之助と共に会津にたどり着くためであった。その後は左之助と共に会津を目指していたが、大村益次郎が叛乱軍の象徴となる事を恐れたことで、新政府軍の度重なる不意打ちや待ち伏せに遭い、新政府軍を単独で止めようとした左之助と別れ、その後偶然にも隊士らと共に、宇都宮城奪取へと向かっていた土方と再会を果たし、近藤の死を知り、近藤を失ったことでどうすればいいのかわからない心境の中で、今の自分の「誠」は、土方と共に戦えと言っているとのことから、土方と共に戦うことを決めた。宇都宮城での戦い後は土方らとは別行動を取っており、大鳥軍と共に靖兵隊を率いて、脚を怪我した土方を会津に無事送るためと新政府軍の前衛撹乱の戦を続けている。
土方が長岡から戻って来て蝦夷に行くことを決めた時には自身も一緒に行くつもりであったが、土方から琴のことを守るよう頼まれてそれを了承し、琴と共に江戸に向かった。その後江戸についてからは用意した隠れ家で、琴に琴と妊娠している琴の中にいる子供を命を代えてでも守ることを誓った。
斉藤一（さいとう はじめ）
声 - 木村良平
試衛館一のサディスト。壬生浪士組副長助勤→新撰組副長助勤→新撰組三番隊組長→副長助勤。
一匹狼な性格で峰の部分に凹凸のあるソードブレイカー状の刀を使用する。峰に凹凸があるため、一度相手に突き刺さると刀が抜けなくなる用になっている。斬り合いしながらでも、相手の様子や動きを見る冷静さ観察眼の高さと、ちょっとずつ相手を痛めつけて追いつめていく狂気を持つ。新見はこの性格を「冷静な狂気」「冷たく壊れている」と評している。
1862年位に、同門の田島龍之助を斬った事実から、試衛館を抜け江戸から離れる。
1863年3月ごろ、会津藩士への天誅騒動の折に、琴をつれて田中新兵衛に追い詰められた手負いの土方と京都で再会する。この時から峰の部分に凹凸のある刀を使用するようになる。その後、浪士組に入隊する。
新見錦の粛清の際には、阿比留の仇でもある新見を殺す役割を請け、阿比留から借りていた刀で殺害した。
川上彦斎による新撰組襲撃事件の時には、襲撃者が楽しそうで珍しい相手だと言う理由から、単独行動を取り、彦斎から襲撃を受けていた平助と魁のところへ行き、彦斎と交戦する。互いに手傷を負うも、彦斎が撤退したため決着はつかなかった。
御陵衛士が結成した時には土方の指示によって御陵衛士の内部事情を探る役目を請け負い、御陵衛士の背後にいる存在を探り当てた。
鳥羽伏見の戦い後の大坂から江戸への撤退時には、薩長による徳川慶喜と新撰組幹部の暗殺を警戒し、徳川慶喜と松平容保を護衛するため開陽丸に乗船していた。江戸開城後は近藤の指示で近藤からの書状を松平容保に渡すため、先遣隊として隊士達を率いて会津に向かった。近藤からは別れ際、今まで新撰組のために動いてくれていたことに礼を述べられ、会津に無事にたどり着いたらあとは自身の好きなように生きるよう言われる。
会津にたどり着いた後に重傷を負った土方らと再会し、鉄之助から土方の代わりに新撰組の指揮を取るよう頼まれるも、それを拒む。その後容保と佐川からも同様の頼みをされるが再度それを拒む。その後意識を取り戻した土方から近藤と同様の言葉を言われるも、それに反発して洋式軍服を着て新撰組を率いる。土方が蝦夷行きを決めた際は、寒いのが嫌だからと会津藩の兵たちを放っては置かないという理由で会津に残り、土方らが榎本艦隊と合流するまでの間、会津で新政府軍の足止め役を引き受けた。その後は会津山中に籠って新政府軍を相手にゲリラ戦術を行い、隊士らが徐々に死んでいく中で限界寸前まで新政府軍を相手に奮戦を続けた。土方ら新撰組が榎本艦隊と無事合流したことで会津藩が降伏した後は、容保からの命令で新政府軍の迫害を避けるため、「山口五郎」と改名することになり、陸奥国斗南へと移住した会津藩士たちと運命を共にする道を自ら選んだ。
山南敬助（やまなみ けいすけ）
声 - 森久保祥太郎
試衛館の理論派の眼鏡男子。壬生浪士組副長→壬生浪士組平隊士→新撰組副長。
戦闘時は刀と飛び道具のクナイを使用する。局中法度を作ったり、軍師として戦術を考えたりと、頭脳面でも活躍している。近藤のことはとても尊敬している。下戸であり、酒に弱い。
禁門の変後に大久保一蔵と密かに会っていた。最初は互いに素性を隠し、さぐり合いをしていたが、互いの素性がわかった後、大久保から自身の卓越した学識と思想を高く評価され、その才を失うのが惜しいと言われ、幕府が滅びる前に新撰組を抜けて共に往かないかと誘われる。最初は新撰組を裏切ることなど出来ないと断るも、大久保から迷っているのなら自分にとって一番の障害である、土方を殺して組織ごと薩摩につかないかと言われてしまう。帰り道でどうすればいいか葛藤していたが、その直後の土方との会話にて迷いを捨てる。だが直ぐに岩倉具視によって河上彦斎が刺客として送り込まれ、新撰組の隊士らが殺され続けたことで、もう後戻りが出来ない状況にまで追い込まれてしまう。河上彦斎への対策として当面の作を練り、自身は土方と単身で西本願寺に行き、土方の前で新撰組を尊攘派へと鞍替えするためには土方の存在が邪魔であると言い決別を宣言する。そしてその場にいた大量の長州藩残党らの刺客達に、前もって土方用の策を渡しており、自身は西本願寺を後にする。その後は敢えて京から逃げずにかつて決起集会をした河原におり、そこに来た土方に新撰組を裏切った本当の理由である、誰よりも新撰組を考えた結果『このまま幕府についていけば新撰組は確実に滅び、土方はそれを知りながらもその道を往き続ける』と確信しており、たとえ尊攘派に鞍替え出来たとしたとしても、隊士たちがついていくのは土方の方であると確信しており、この先、自身が新撰組に居続ける限り、この矛盾が自分と隊を切り裂くことになっていただろうと明かす。そして土方と本気での立ち合いをし、互角に渡り合うも最期は敗れて死亡。死の間際に土方に自身を殺したことで二度と涙を流さない『本当の鬼』になることと、新撰組の未来を土方に頼むと遺言を残して散っていった。
事前に残していた遺書で、新撰組の後事を土方に一任し、対外的には切腹したと世間に発表し新撰組の鉄の結束を訴えさせようとした。永倉からこの話を聞いた真琴は、山南敬助は自身の死をも最後に利用して、土方の下、新撰組に鉄の結束を与える目的だったと推察した。
原田左之助（はらだ さのすけ）
声 - 蒼井翔太
試衛館一の槍の使い手。壬生浪士組副長助勤→新撰組副長助勤→新撰組十番隊組長→副長助勤。種田流槍術免許皆伝者。
伊予松山の出身である。大鎌の刃を仕込んだ太い槍を使用する。基本は槍ではなく大鎌の方で戦う。大鎌の遠心力を上手く利用して、複数の相手の命を一瞬にして刈り取るさまから「死神」の異名で称される。柄の下部に槍に変形するための仕込みがあり、戦闘中に柄の下部を地面などに押すことで大鎌の刃が柄にくっつき、槍へと変形する。
口数は少ないが、語尾に「ぞなもし」をつけるなど伊予弁で話す。非常に義理堅く、約束は必ず守る人物である。極度の味音痴で、みんなが不味いと評する近藤のメシを美味く感じる稀有な人物。だが本当は試衛館の頃の仲間らと共に食べる『みんなで喰うメシ』が好きであった。
江戸開城後の近藤からの指示で永倉と共に隊士らを連れて会津を目指す行軍の中で、近藤を失った土方には永倉が必要だからとの理由で、単身で新政府軍の追手を足止めする。その際に瀕死の重傷を負うが、武州荒川沿いに住む姉弟によって救われる。姉弟への恩を返すため、弟の小太郎へ稽古を付けるようになる。上野戦争が起こると、自身を助けて匿ってくれた姉弟への恩と「小太郎を必ず守る」という姉との約束を果たすために、新政府軍に従軍する父の仇を討ちに行った小太郎を救うために上野へ向かい、小太郎が仇を取ったのを見届けると、小太郎を戦場から逃し、自身がその間新政府軍の追っ手を単身で全員退けて息絶えた。
井上源三郎（いのうえ げんざぶろう）
声 - 綱島郷太郎
試衛館一派の最年長。壬生浪士組副長助勤→新撰組副長助勤→新撰組六番隊組長→副長助勤
温厚でおっとりした性格で非常に寡黙である。ただし、『ちるらん にぶんの壱』では、酒を飲むと泣上戸と笑い上戸（原作では含み笑いに対し、アニメでは大声で爆笑している）になったり、ドラマCDや仮装の際は少しだけ言葉を発している。戦闘ではチャクラム状の刀を両手に持ち使用する。
淀・富ノ森の戦いの前に土方と初めてサシで酒を酌み交わして、今迄の感謝の気持ちを述べた。淀・富ノ森の戦いの最中、淀藩の謀反が起こり、富ノ森側の味方が長州軍に破られてしまい、長州軍が背後に回ることによっての挟撃で、会津軍と新撰組が全滅必至と言う状況の中、全滅を防ぐため全軍撤退を選択するも、戦線にいる薩摩軍による追い討ちを防ぐため自ら殿になろうとした土方を止めるために強引に気絶させ、自ら六番隊隊士15名と共に薩摩軍の追撃を防ぐ殿を勤め、最後は単身で薩摩軍に斬り込んで行き戦死した。
藤堂平助（とうどう へいすけ）
声 - 古川慎
試衛館の最年少。壬生浪士組副長助勤→新撰組副長助勤→新撰組八番隊組長。北辰一刀流玄武館始まって以来の麒麟児と呼ばれ、15歳で免許皆伝した剣才の持ち主。
島田魁とコンビを組むことが多く、いつも強気で突っかかる。
芹沢鴨の暗殺の際に出会った中村半次郎の剣圧に気圧され心が折れてしまい、以来示現流が相手だと恐怖心で闘えなくなり、池田屋でもそれが原因で額に深手を負う。伊東にその恐怖心に付け入られ、阿片中毒になってしまう。
御陵衛士が結成されることになった時には新撰組を脱退すると言い、新八から激怒されるもその直後の土方の剣圧によって本音が浮かび上がり、御陵衛士に入ることを宣言してしまう。
油小路の変では伊東が沖田に斬られるのを間近で見て怯えるが、沖田から「弟が欲しかった」と本心を打ち明けられ、見逃される。しかし、状況を知った御陵衛士達に殴られ、阿片によりかつての戦闘能力を失いながらも、沖田を始末しようとする御陵衛士達を全力で阻止するが、深手を負い息絶えた。その時の顔はとても明るそうな顔だったという。
阿比留鋭三郎（あびる えいさぶろう）
声 - 益山武明
試衛館の良心。斉藤一とは同い年で特に仲良し。カッターの刃のような柄ですぐに切り離しが可能な刀を使用する。
試衛館のみんなと共に京に上洛し会津藩預かりになってすぐに、長州の久坂玄瑞から情報を流せば兄を殺した「阿修羅の男」の居場所を教えると取引を持ちかけられる。阿比留はその取引に応じ、裏切り者となる。
久坂の手引きで仇の「阿修羅の男」に出会うが、そこで仇が新見錦で自身は利用されたと気付き、激昂し斬りつける。だが新見の、兄の刀だと言う言葉に動揺し、胸に毒付きの刀を一刺し喰らい、今際の際に兄と話して絶命する。彼の死は斬られた事実は伏せられ、病死とされる。
島田魁（しまだ かい）
声 - 落合福嗣
壬生浪士組諸士調役兼監察→新撰組諸士調役兼監察→副長助勤。片腕で岩のダンベルを持ち上げる筋骨隆々のドレッドヘアの男。棍棒を使用する。
壬生浪士組結成時に入隊したが、試衛館一派の9人と新見錦の粛清や芹沢鴨暗殺を共に行動するなど、戦力や仲間として人数に数えられる程信頼されている。
藤堂とコンビを組むことが多い。

#### 芹沢派
芹沢鴨（せりざわ かも）
声 - 小西克幸
壬生浪士組筆頭局長→新撰組筆頭局長。
サングラスをかけたりする非常にファンキーな人物。好きな言葉は「暴力」で、何の躊躇もなく人を斬る。水戸藩芹沢村出身。
天に愛されていると言われる程、圧倒的な武力の持ち主。また、8歳で「四書五経」を読破し、10歳で独学で蘭語を理解するという学の持ち主でもある。しかし、全てを与えられた故に｢必死の努力の末に壁を破り成長する｣という凡人故に得る無上の快感を得ることが出来ず、ある種の「退屈（絶望）」と向き合うことになる。
暗殺前夜に土方と会い、自身の信念を話す。1863年9月18日、１番にやってきた沖田と勝負するが芹沢に負けないと誓った自分が、芹沢に恐れを抱いていることへの自分への怒りによって鬼子が発動してしまい、鬼子になった沖田の闘いに失望し圧倒する。その直後に現れた近藤と土方2人に対し同時でと構わないと言うが、既に平山との戦いで重傷を負っていた土方を近藤が止め、単身で戦うと言った近藤と勝負をする。近藤との勝負は自身が望んでいたものを味わわせてくれる、近藤との戦いを愉しみながらも近藤を圧倒し、近藤にとどめを刺そうとするも、直前に鬼子を取り込み理性を保ったまま鬼子を使えるようになった沖田に止められる。再び沖田との真剣勝負を行い、鬼子を取り込んだ沖田と互角に渡り合うも最期は沖田の神速の三段突きを受け、致命傷を味わう。死の間際土方に、これから先の時代の行く先について語り、「自分達にはつまらない世の中になる」と言い、土方に「自身が咲き誇り、散るにふさわしい場所がある」というメッセージを贈り、最期はお梅の三味線を聴きながら命を散らした。
新見錦（にいみ にしき）
壬生浪士組副長→新撰組副長。
左頬に口から伸びる2条の縫い傷がある。毒が付着した刀を使用する。元は貧農の子で、旧名は粂太郎。
非常なる野心家で、近藤一派はもちろん芹沢鴨すら出し抜いて利用しようとする強かさを持つ。また、勝利と生への凄まじい執着心を持ち、目的のためなら卑怯な手段も選ぶ。そのことから、どんな逆境も失わない冷静な判断力と狡猾な策を練り出していく。
子供のころ、村が夜盗に襲われ、この時に夜盗に斬られ前述の口の縫い傷ができる。この事件は新見の性格形成に大きな影響を与えている。その後、村を襲った夜盗の頭領を殺し自身が頭領となる。そして、その数年後に水戸に渡り芹沢と出会う。この時に名を新見錦に改める。
1863年、長州の久坂と通じて、権力を握ろうとする。長州が京から追放されたのをきっかけに近藤派を亡きものとするため襲撃するが、これを察知していた山南に逆に利用されハメられる。
戦局が悪くなると察知すると、一目散に逃げるが追ってきた斉藤と相対する。斉藤にも阿比留のように毒付きの刀を刺そうとするが、阿比留の死より斉藤に見切られ、なす術なく敗走する。それでも追い付く斉藤にありとあらゆる方法で命乞いをするが、最期は阿比留の刀を持っていた斉藤に、脳天を貫かれ粛清される。なお新見の死は、勝手に金策をした科による切腹とされた。
平山五郎（ひらやま ごろう）
壬生浪士組副長助勤→新撰組副長助勤。七鬼衆の一人。神道無念流免許皆伝者。
本作では姫路藩の出身とされており、左目が縫われて閉じられている。この左眼は通常の視力は失っているが、生体電流・神経電流を感知することが可能で（平山はこれを「雷気」と名付ける）、対戦相手の行動を完全に未来予知が行える。左眼はかつて芹沢と戦った時に斬られており、その後芹沢と共に行動するようになった。
1863年9月18日に土方・沖田と対峙するが、沖田が単独で芹沢の下に先行したため、自身は土方と死闘を繰り広げる。「雷気」で土方の剣をことごとく看破し、追い詰めていく。だが、土方の雷気に反応しない無念無想の境地に到達した攻撃「虚狼（うつろ）」を受け致命傷を負う。死の間際自らの人生に満足し、土方と地獄で再戦の約束を交わし息絶えた。
水戸天狗党七鬼衆
新見の死後、芹沢が水戸から呼び寄せた配下。7人で500人の夜盗を全滅させたという噂がたつほどの手練れの集まり。
芹沢暗殺の夜に、近藤勇を逆暗殺すべく出向くが、芹沢暗殺に携わる各人に撃破される。
榊一児（さかき いちじ）、榊二児（さかき にじ）
藤堂平助と島田魁の2人と相対し、藤堂にとどめを刺そうとするところまで行くが、乱入してきた中村半次郎によって斬られる。
なお、この時の中村半次郎の姿は、藤堂の精神に深い恐怖を植えこむことになる。
不動院全空（ふどういん ぜんくう）
原田左之助の槍の師。使用する槍は錫杖型の十文字槍。隻腕であり左腕が無い。左腕はかつて左之助を守ろうして自ら斬った。
原田左之助に「天上天下左之我独尊（原田左之助こそが我の全て）」と狂おしい程の煩悩・情念・純哀を抱いている。芹沢暗殺事件当日に原田佐之助と相対する。当初は左之助を圧倒するも、最後は左之助に対する煩悩が槍の動きを僅かに遅らせ、左之助の槍をまともにくらう。最期に自身の左之助に対する想いと自分の人生に喜び、川底に落ちていった。
粟田幻斎（あわた げんさい）
少年のような容姿だが、秘薬を用いて体格を増大し筋骨隆々になる。芹沢鴨暗殺事件では永倉新八を追い詰めるが、永倉の秘拳「点穿撃（うがち）」をくらい、内臓を破壊され敗死する。
下村眉山（しもむら びざん）
「雨滴三斬（うてきみざん）」と称する神速の三連居合いを得意とする居合いの達人。
斉藤一と相対し、神速の居合いで斉藤を切り刻んでいくが、自身が一度も聞いたことが無かった、鞘の中の斉藤の血のこすれる音の違いで太刀筋を見切られ、背中から胸に一突きされ敗死する。
シェル=ドワーフ
元フランス陸軍少尉。一対多数を得意とする連射弓使いで、山南敬介と井上源三郎の2人を相手に優位に戦いを進めるが、山南たちが事前に弓使い対策をしていたため、隙を突かれて敗死する。

#### その他の隊士
佐伯又三郎（さえき またさぶろう）
壬生浪士組副長助勤。新見錦が近藤勇を殺すために久坂から借り受けた刺客。隊士の一人として潜り込んでいた。得物は柄のところに輪っかがある二本の刀。剣の天才で二刀流の使い手。
「弱い奴を圧勝で殺る」ことに快感を覚える殺人衝動の持ち主。近藤を殺せないストレス発散のために、佐々木愛次郎を無惨に切り刻み殺害する。
そのことが永倉に知られ永倉と刀を交える。当初は自身の剣才が永倉を圧倒し切り刻んでいった。しかし、永倉が見切った上での白刃取りをされ、永倉の殴打により形勢逆転する。最後に命乞いをするフリして、永倉を騙し討ちしようとするが、それも読まれた永倉に首を組まれ、骨を折られ死亡する。
山崎烝（やまざき すすむ）
壬生浪士組監察→新撰組監察。
半面形のガスマスク状の物で口と鼻を覆っており、「シュコー、シュコー」という呼吸音が擬音として描かれている。狭くて暗いところが好き。
報酬が多い方が自分の主人と公言する程の拝金主義者。新見錦・近藤派・芹沢派それぞれに情報を売り渡す三重スパイを隠さず行っており「すがすがしいまでに下衆」と他の登場人物に評される。その拝金主義の理由は、かつて病気で亡くなった母親が金さえあれば薬を買えて、助けられた可能性があるいう過去から来る理由であり、今でも金を集める理由は、病気の母の看病をしてくれ自身を養子とし医術や武術を教えてくれた養父に楽をさせてやりたいからである。
一度見聞きしたものは細大漏らさずに記憶し、さらにその会話を本人の声で再現することが出来る能力を持つ。
鳥羽伏見の戦いでは土方から病気で大坂に下った沖田の組を引き継ぐよう頼まれ、一度は責任が面倒と銭がかかると理由から断るも、土方から自身しかその役目は出来ないと言われると、自身に薩長からも誘いが来てたことを告げるが、付き合いの長さと負けそうな方についた方が勝った時の実入りが多いという理由で土方の頼みを受けた。
淀・富ノ森の戦いの後に大坂に撤退中に津藩の反逆を受け交戦中に銃弾を喰らうも、"麻沸散"による麻酔で身体を持たせており、土方からも江戸に戻れば後戻り出来ないため治療に専念するよう言われるもそれを断り、土方に前払いとして六文銭を要求し六文銭の誓いを交わした。富士山丸を襲撃した「亡霊の騎士団」との戦いでは島田と共にリチャード三世と交戦し、リチャードの毒血の毒の成分を確かめ解毒剤を作るために敢えて攻撃を受けており、毒の成分を確かめてからリチャード三世を殺すと、島田に解毒剤を飲ませ、限界の身体を押して、船を爆弾から守るため爆弾と共に海に飛び込み爆発により散っていった。死の間際にどんな大金よりも仲間からの信頼に応えることが何倍も幸福であると気づき、かつて義父から聞いた「本当の幸せ」という言葉の意味が分かり、自身が幸せ者であったことを悟っていった。
伊藤鉄五郎（いとう てつごろう）
新撰組一番隊隊士。通称「人喰い鉄五郎」。
カブトムシを直接食べるなど、奇抜な行動が見受けられる。
自身の組長である沖田総司の強さを認めている。
谷万太郎（たに まんたろう）
新撰組十番隊隊士。
小柄で色黒な風貌をしている。
自身の組長である原田左之助が最強であると考えており、そのことを言及してきた武田と私闘に発展した。(争いは土方によってすぐ収められた)
武田観柳斎（たけだ かんりゅうさい）
新撰組三番隊隊士。
坊主頭に数珠の所持といった僧のような身なりが特徴。
自身の組長である斉藤一が最強であると考えており、そのことを言及してきた谷と私闘に発展した。(争いは土方によってすぐ収められた)
伊東甲子太郎（いとう かしたろう）
新撰組参謀。かなりお喋りで近藤に色々おべんちゃらを言うが、当の本人はかなり苦笑いしていた。女好きの弟の鈴木三樹三郎ら江戸の門人を連れて入隊したが、裏では下衆笑いをする卑怯な策略家でトーマス・グラバーを通じて薩長と通じており、グラバー経由で入手した阿片で藤堂を中毒にする。藤堂を使い捨てにして、油小路で三樹三郎ら御陵衛士達を合流して逃げようとするが、三樹三郎の女好きが災いして現れなかった挙句、その時に待ち伏せしていたら沖田に追い詰められ、懐の拳銃を忍ばせながら必死におべんちゃら使って始末しようとするも、先を読まれた沖田に首を突かれて生き絶えた。後に三樹三郎は兄の元を駆けつけず逃げ出し、残りの御陵衛士達も目が覚めた藤堂と一騎打ちして、相討ちという形で全滅する。

### 会津藩
松平容保（まつだいら かたもり）
髷がハート型の会津藩主。近いうちに幕府は滅びると思いながらも会津の心意気を見せつけるために、京都守護職を引き受けた侠気の持ち主であり、守護職を受けた際は幕府が降伏しても、最後まで闘い抜く覚悟を見せた。徳川慶喜とは又従兄弟であり、幼名で呼び合う仲である。
元浪士組が会津藩に仕官を求めて試合を行なってる途中に現れ、試合が木刀での戦いに納得せず浪士組の覚悟を見るために真剣で戦うよう命令する。
鳥羽伏見の戦いの前に土方と近藤を慶喜に合わせ、2人と共に慶喜の覚悟と矜持を聞く。その後は慶喜と共に大坂におり、新政府軍との決戦を避けるための慶喜の策を聞くも、慶喜自身がその策によって自らだけが逃げることなど出来ないと聞くと、慶喜に自身らの覚悟と命は既に慶喜に預けていることを言い、その策を実行させようとするため、薩長軍を止めようと自身も会津軍と共に出陣しようとするも、佐川から自身が果たすべき仕事をするよう止められ、慶喜の側にいた。
淀・富ノ森の戦い後は慶喜や佐川らと共に開陽丸に乗船しており、斉藤と佐川が苦戦を強いられているところに慶喜と共に平然と現れ、佐川に自身達のいつでも散る覚悟を伝えると、会津武士の誇りを示すよう言った。

#### 会津五流
会津藩が天下に誇る“武”の流派。
元浪士組が会津藩に士官を求めた際に、元浪士組の腕前を量るために試合を行う。当初の条件は勝ち越しであったが、土方がそれを不満とし、土方が出した条件は5戦全勝であった。
佐川官兵衛（さがわ かんべえ）
一刀流溝口派師範。
浪士組との最終試合にて土方歳三と対決。互いに防御すること無く、わずか二合の全力の斬り合いをし、佐川が無意識の内に相打ちを一瞬嫌ったことにより敗北する。相打ちを嫌ったことで命に別条は無くその後は容保に会津で傷の養生するように言われる。よく褌だけで後は裸になる癖があるが、長岡藩での河井との交渉時に河井と共に来ていた三島が、褌だけの裸の佐川の姿を見た時には裸こそが佐川の正装だと感じていた。
淀・富ノ森の戦いにて、別撰組を率いて新撰組と共に戦う。その時から近藤から預かり受けた対薩長軍刀・贋作虎徹を使用し闘う。
淀・富ノ森の戦い後は開陽丸にて、斉藤一と共に徳川慶喜と松平容保の護衛として乗船していたところを襲撃に来た、ナーナー・サーヒブとドゥヌを相手とし、ナーナー・サーヒブと交戦する。ウルミの予測不可能な攻撃と慶喜と容保を江戸まで送り届けるため生きようと戦っていたため、苦戦を強いられていたが、容保らからの檄により散ることを恐れなくなり、心臓を狙った攻撃を避けもせずに間合いに入り、ウルミの防御ごとサーヒブを一刀両断し倒した。
望月安久（もちづき やすひさ）
安光流師範。
浪士組との初戦で芹沢鴨と対決。安光流奥義「無上応剣」を繰り出すも芹沢に力で強引に押し込まれ左の鎖骨を砕かれ敗北する。
壬生浪士組結成後の会津藩士を狙った天誅事件の時には、怪我が完治してないにもかかわらず市中見廻りをしていたところ、琴と交戦し右手の指を斬られてしまう。その後は骨折が完治してない左腕一本で木刀を振るう稽古を行なっていた。
黒河内百次郎（くろこうち ももじろう）
真天流締方勤（師範代）。
浪士組との第二試合で沖田総司と対決。沖田に対して自身の武器の疾さで挑むも、沖田総司の自身よりも疾い足さばきと、神速の三連突きの前に敗北する。
柴司（しば つかさ）
神道精武流師範。佐伯只三郎からは剣才は自身よりも上だと言わせる程。
浪士組との第三試合にて永倉新八と対決。最初は新八を圧倒したが新八に剣を見切られてしまい、最後の一刀手で掴まれ指抜きをくらい、殴打され敗北する。
高津仲三郎（たかつ ちゅうさぶろう）
宝蔵院流槍術師範。
浪士組との第四試合にて近藤勇と対決。近藤勇の自身の槍の打突よりも疾い丸太の一降りに圧倒され自身との格の差を実感してしまい、降参する。

### 幕末の志士たち

#### 土佐藩
岡田以蔵（おかだ いぞう）
声 - 松岡禎丞（ドラマCD）
通称は人斬り以蔵。居合の後から動いても先制することが出来る剣速の遣い手。
当初は人殺しが嫌いでただ「最強の漢」を追い求める剣士だった。しかし武市の差し金で人斬りとなる。二重人格的な様相で普段は心優しい真っ直ぐな青年だが、斬りあいになると冷徹な人斬りとなる。
土方とは2度に渡って剣を交わしており、2度とも引き分ける。
1863年の京では人斬りとして暗躍していたが、やがて用済みとなる。逃亡生活では泥棒したりゴミを漁っていた。また人斬りの時は人をワラ人形と思い斬っていたために、自身もワラ人形になってると幻覚を見て苦しむ。
橋の上で土方に再会する。再開当初は岡田は土方もワラ人形に見えてしまい、土方は立場上から土方と岡田両方とも互いを殺す気であったが、永倉がそれを止め、永倉は互いの立場上の問題を言うが、2人が何のために剣を振るのか互いに問うた後は、かつての最強を目指してたころに戻り、永倉の立ち会いの下極限の決闘を行い引き分けたが、再び剣を振るう楽しさを思い出し笑顔を取り戻す。土方と涙流して再戦を誓いあうが、幕史に捕まり土佐藩に送還される。処刑される最期の瞬間まで牢獄の中で土方歳三のことを想い、木刀を振り続けた。
武市半平太（たけち はんぺいた）
声 - 村田太志
土佐藩京都留守居役。ドス黒い目をしており眉間にシワを寄せた人物。
久坂と通じて京都に天誅の嵐を起こした人物。以蔵の弟的存在である卯吉親子を惨殺し、吉田東洋の仕業にして以蔵を人斬りに仕立てた張本人。
政情の変化から土佐に呼び出されて投獄される。岡田以蔵に今までの悪行がバレないために自決を求めたが頑なに拒否され、悪行がバレて切腹に処される自業自得な最期となった。
坂本龍馬（さかもと りょうま）
土佐藩浪士。
土佐藩士の多くが岡田以蔵を人斬りの道具として考える中、彼のことを「友達」と考えるほど器の大きい人物である。人の死を嫌う性格である。高杉からは甘い性格だと言われ、西郷からはどんなに悲しみを背負おうとも道を決して曲げない頑固なところが、土方に似ていると言われた。
第二次長州征伐の前に高杉晋作と会い 薩長同盟について話し合う。その場での高杉の一刻も早く薩長同盟を成立させようとする態度から、らしくないと言い、直後の高杉の吐血を見たことで高杉の身体の状態を知ってしまう。
本作では薩長連合による新政府ではなく、諸藩連合（徳川家はその中心）による新政府樹立で日本内乱を抑えようと画策したことで、戦争（および阿片）による商売の邪魔になるとトーマス・グラバーと薩摩の意向によって暗殺されたことになっている。
田中顕助（たなか けんすけ）
土佐藩脱藩浪士。
高杉晋作に心酔しており弟子入りをしている。
第二次長州征伐の時には高杉と共に行動しており、周防大島奪還作戦の時には、海軍技術が無いにも関わらず、高杉から「龍馬の国の生まれなら軍艦は得意であろう」という無茶苦茶な理由で、老朽蒸気船「オテントサマ号」の機関士を任されていた。

#### 長州藩
久坂玄瑞（くさか げんずい）
長州藩京都藩邸御用掛→長州藩京都留守居役。色黒な男で長州弁の丁寧表現である「〜であります」を多用する。元は町医者の出。
革命のためなら日本中を戦火に巻き込んでも良いと考える過激思想の持ち主。また用済みになったらあっさりと斬り捨てる冷酷で合理的な考えを持つ。桂からは「狂気の沙汰もここまでくれば一個の英雄」と評価されている。
8月18日の政変後、御所を焼き討ちにする計画を桂と来島に話し、その後高杉と桂と吉田と入江と料亭にて、御所焼き討ち計画のさらに先にある、同時多発革命計画を話す。
禁門の変を起こし、来島又兵衛らの主力を囮に部隊を引き連れ鷹司邸へ攻め込むも、計画は事前に西郷吉之助に察知されており鷹司邸はもぬけの空となっていた。残された最期の策として自ら切腹をすることによって、自分が逃げ切れずに敵に討たれる前に、禁門の変の全責任者として全ての責を負い切腹することで、長州の攘夷派首脳の桂や高杉を守る策を行おうとした。その場にいた入江九一と品川弥二郎に「久坂玄瑞が全ての責を負い切腹した」と国元に伝えるよう遺言を残す。切腹を聞いた弥二郎からは他の方法を考えようと言われるも、決意は変わらず思わず泣き崩れた弥二郎から革命はどうなるのか聞かれると、高杉さえ生きていれば革命は必ず成ると言い、入江と弥二郎には逃げるように言い、最期は守備についていた越前藩兵らの衆目の中、身に着けていたダイナマイト状の炸薬で爆死をする。死の間際に高杉へ革命を託していった。
高杉晋作（たかすぎ しんさく）
「GOD」を自称する傲岸不遜な男。一人称としても「GOD」を用いる。永倉曰く「芹沢鴨と同じく土方の人生と運命を決めたもう1人の漢」
フレームレスの眼鏡を着用しており、近藤の料理を喜んで食べる感じる数少ない人物の1人（料理の不味さが想定外であるため感動して食べている）。リボルバー式の二丁拳銃の遣い手であり、精度の高い射撃技術を持っている。
坂本龍馬曰く「高杉晋作こそ全身革命家」と称されるほど、世の中をひっくり返すためだけに生を受けたような性格の持ち主。松下村塾の時からの付き合いである稔麿からは「予想のナナメ上を地で行く人」と言われており、同じく松下村塾の時からの付き合いの九一からは「コイツにつき合っていると命がいくつあっても足りない」と呆れられている。晩年の永倉新八は真琴に対して「自分の知る限り世界一性格の悪いクソ野郎だった」と思い出すだけでムカつき、桜の木に満開の桜を一瞬で散らす程の八つ当たりをする程酷評するも、だが高杉のことを「紛れも無く本物の英雄であった」と認めており、「ヤツがあと十年長く生きてたら、日本ももう少し面白くなっていた」と述べている。
徳川幕府による現体制の国そのものの破壊を目的とするが、破壊の理由は「この国がどうしようもなくつまらんから壊す」と言うように幕府の破壊そのものが目的であり討幕後のビジョンはまったくなく、自身では無く他人が考えれば良いと思っており、討幕後の新政府が「おもしろくない」場合は再度自身が破壊すると息巻く。
特注の馬車で吉田稔麿と入江九一を引き連れて新撰組の屯所に乗り込み、近藤の手料理に感動しつつも、その場にいた近藤達新撰組の隊士達に対して平然と、これから自分たちが日本を破壊するので新撰組が自分達に駆逐される前に、新撰組が自身の下僕になることを許すと発言する。。。新撰組に救いの手を差しのべるも近藤からなぜこの国を壊すのかと理由を聞かれ、前述の理由を述べたが近藤からは断られてしまう。
その後久坂や桂と料亭にて、久坂の革命の計画の全容を聞くと久坂の革命に助力するため、京に三千の兵を連れてくるために長州に戻る。
禁門の変後は逃亡し姿を消していたが1864年12月15日に遊撃隊・力士隊を率いて挙兵し、太田・絵堂の戦いで長州藩正規軍を撃破し長州藩の実権を握る。
第二次長州征伐の前の作戦会議では好戦派として幕軍と徹底的に戦う姿勢を見せるが、肝心の幕軍に勝つための策は無く、策に関してはその場にいた大村益次郎に勝つための策を作るように言い、その場で策を作り上げた益次郎から、勝つためにはミニエー銃三千丁と制海権掌握のために洋式軍艦三隻が必要と言われ、益次郎にそれらの手配を自分がするからその代わりに、九割九部では足りないから、十割勝てると言い切れるまで策を練り上げるように言う。会議を去る時の威圧的な雰囲気から、桂は高杉がいつもの余裕が無いことと、なぜそんなに焦っているのかと内心で疑問に思われていたが、実はこのころから肺結核に身体を侵されており、咳きと吐血の症状が出ており、自身の身体の状態を把握していた。
その後坂本龍馬と会い龍馬と薩長同盟についての話の詳しい話をする。龍馬に薩長同盟を早く成立させるよう言う。龍馬からはいつもとは違って余裕の無い態度から、「らしく無い」と言われ何を慌ててるのかと聞かれ、その直後に咳き込んで吐血するところを見られてしまい、龍馬に自分にはもうあまり時間が残されてないことと、次の戦が自分にとって最期の戦であると言い切り、その戦を日本を変えるための強烈な花火としてぶち上げる覚悟を述べた。
第二次長州征伐に置いては益次郎の立てた、守るのでは無く高い命中率を誇るミニエー銃によるゲリラ戦を展開し、攻める事で幕府の拠点を攻め奪り、短期による決着をつけるという作戦の中において益次郎の小倉口の勝利のために周防大島を捨てるという判断を、理でしか人間を判断していない益次郎の判断を、敗北を放置することによって兵達が幕府に恐れを抱くの拒み、自ら田中顕助らと共に老朽蒸気船のオテントサマ号に乗り、1866年6月15日の夜更けに幕府旗艦富士山丸他三隻の世界最新鋭の軍艦に対して、一隻で常識外れの夜襲を仕掛け、その夜襲に混乱した幕府海軍を撤退させ、その混乱によって周防大島を奪還する。
小倉口の戦いにおいては、自ら奇兵隊らを率い小倉城の奪取のため上陸作戦を開始する。このころには病を隠すつもりも無く、陣頭に立って進軍し周囲からの後方に下がるように言われるも、それを拒絶しこの戦いは自分1人の戦では無いことと、倒れようとも自分を信じ先に散っていった、玄瑞や稔麿や九一らのために革命を成し遂げようと自身の身体のことなど御構い無しに自ら陣頭に立って進軍した。
小倉城陥落後に現れた山崎烝との会話にて、病でここで斃れることを悔しく無いのかと聞かれると、土方との決着をつけられないことは心残りではあるが、自分がこの瞬間の為に生まれて来たのだと悟ったことで、微塵の後悔も無いと返し、山崎に対して土方に自身のジャケットを渡すように言い、最後に土方へ「お前が自分の境地に辿り着けるのか、あの世で聞くのを楽しみにしている」と遺言を託した。ただ山崎からはタダ働きはいやだから代価として何か下さいとと言われ、仕方なく自身が持つ拳銃を一つ渡した。
その後は病に篤くなり職務を全て免じられ、療養中に死去。自身のもう一つの拳銃は坂本龍馬に渡しており、自身が死んだ後のことを託していた。
桂小五郎（かつら こごろう）
長州藩政務座最高位。「逃げの小五郎」の通称を持つがそれは無駄な闘いを好かないからであり、自身は神道無念流練兵館塾頭を務めた剣の達人でもある。
過激派が多い長州藩士の中で冷静沈着な性格の持ち主。特に自身の立場を弁えない高杉の予想外の行動には、常に頭を痛めている。
久坂の革命の計画を当初は常軌を逸していると言い計画には反発していたが、しかし久坂の計画の更なる先を聞くと計画に賛同する。
池田屋の会合には稔麿と共に参加するが、新撰組が踏み入ったことで当初は隠れていたが、稔麿に見つかり状況を聞くとしかたないと自身も参戦するつもりであったが、稔麿にここで散ってはいけないと止められ、何より自身が参戦しようとして放ったほんの一瞬の剣圧に反応した、吐血状態の沖田を危険と判断した稔麿によって、屋根伝いに逃げ藩邸に逃げおおせる。その後は京から逃げ、仲間を助けに死ぬのを覚悟して池田屋に戻って行った稔麿に、革命を必ず成功させることを誓った。
第二次長州征伐の前の作戦会議にて長州軍と三十倍もの兵力差のある幕府・諸藩連合を相手に戦をするつもりであった高杉に対して、戦をして長州諸共玉砕することが、高杉を信じ高杉に後を託して先に散っていった久坂や稔麿達に対して顔向け出来るのかと聞いた。その後大村が考えた作を手配するために先に出て行った高杉に対して、内心で高杉の去り際の態度からいつもの余裕が無いと感じ、何をそんなに焦っているのかと感じていた。
第二次長州征伐の開戦後は大村達らと共に山口城におり、大村の作戦の詳細を聞く中で、小倉口での勝利のために周防大島を捨てるという判断を聞いた後に、同志を見捨てるがそれが最善であると判断し、それを高杉に知られないようにしようとするも、直後に高杉が自身に宛てて届けられた文章を見ると、高杉が自ら周防大島奪還にに向かったのを察すると、その場にいた全員が文章の意味が分からず呆然とする中、高杉の勝手な行動に対して激昂していた。
戊辰戦争では京の長州藩邸におり、江戸開城の報告を聞くと、先に散っていった高杉達に徳川を倒し、革命を成し遂げたことを涙を流しながら報告していった。
吉田稔麿（よしだ としまろ）
松下村塾四天王の一人。千死突（せんしとつ）と称される宝蔵院流槍術の達人。方天画戟を使用する。
無益な殺生は嫌いな平和主義者であるが、その実力や才能は桂や土方といった敵味方問わず、多くの人物から高く評価される程の実力の持ち主であったが、自分ではこれを意味ない能力だと言い切り、何よりも武力の必要の無い世の中を望んでいる。
かつては栄太郎という名前であり、幼少期は家族を大切にする穏やかな性格であり、松下村塾に通ってた理由も「友人に無理矢理誘われて仕方なく」であった。そのため自らは積極的な行動はしなかった。だが当時から別格であった高杉晋作や久坂玄瑞からは非凡な才能を高く評価されて、一緒に革命を起こそうと言われるも、毎日平和が楽だからと言う理由と、自分には家族との生活があれば充分だという理由でそれを一度は断る。その後の松下村塾取り壊しの乱闘後の高杉の「人生を楽しむために全ての楽を否定する」という生き方と、久坂から平和に生きたいのなら松下村塾に通い続けてるのはなぜと聞かれ返答できずにいたところ、高杉の「楽ではない、だが楽しいことはこの神が保証するのだ」という言葉に心を動かされ、名を稔麿と改名し奇兵隊に参加し高杉らと共に行動するようになった。
主に高杉や桂といった長州藩の重要人物の護衛をしており、高杉が久坂達の元に行かず新撰組の屯所に向かっていた時も一緒におり、高杉の行動に呆れながらも仕方ないと、高杉に付き合った。池田屋の会合にも参加しており、新撰組が踏み入った際には即座に一計を案じ、一人でも多く生きて逃がすための策を指示し、自身は隠れていた桂を密かに藩邸に送ると、その後1人でも多くの同志を逃がすために死を覚悟し単身で池田屋に戻る。池田屋に向かっていく最中に偶然にも、近藤達とは別行動をとっており、池田屋に向かって行動してた土方らと会う。土方から「それ程の腕があれば、とっくに逃げれたのになぜ逃げなかった」と聞かれると「逃げるより、土方達のような猛者の行く手を阻むことの方が楽しそう」と返答する。その言葉を聞いた土方が命を捨てて闘うつもり稔麿の覚悟と賞賛返礼の意味を込めて、自ら単身で戦うと言い、土方との一対一で闘うこととなった。
土方との戦闘では終始防御に徹し、自身の勝利どころか生きることの可能性を捨てて、池田屋にいる多くの同志を池田屋から逃すために、土方達を足止めするための時間稼ぎに徹す。自身の体力の限界まで時間を稼ぎ、最後は自分の片腕を犠牲にした攻撃で土方を倒そうとするも、それすら避けられてしまい、土方に斬られる間際に土方から自身の名前を言うように言われ、最期に土方に自身の名を名乗り、土方からはその名を刻んだと言われ土方に討たれた。死の間際に高杉におはぎを奢ってもらう約束を果たせないことを詫び、自身がみんなと同じ道を征けたことが楽しかったことと、塾帰りにみんなで食べていたおはぎが美味しかったことを思いながら散っていった。
入江九一（いりえ くいち）
松下村塾四天王の一人で武闘派。トンファーの遣い手。幾千の修羅場をくぐった万傷虎（ばんしょうこ）と恐れられている。
吉田と同様、高杉や久坂といった長州藩の重要人物の護衛を任務としている。高杉が久坂達の元に行かず新撰組の屯所に向かっていた時も稔麿と共に一緒におり、高杉の非常識な行動に分かってるのに付き合ってしまう自分達を、人が良すぎないかと思いつつも、仕方ないと高杉に付き合った。禁門の変では久坂らと共に鷹司邸へ攻め込むも、鷹司邸はもぬけの空となっており、久坂が自ら切腹をすると聞いた当初は、激昂し止めようとしたが、切腹をする真の理由とその覚悟から切腹は止められないと悟ると、止めようとはせずに介錯は必要かと聞いた。久坂玄瑞の遺言を聞いた後に品川弥二郎と共に逃げようとするが、鷹司邸へ追撃してきた西郷隆盛率いる薩摩藩兵らを前にし、その場にいた弥二郎に自分が薩摩藩兵を食い止めてる間に逃げるように言われるが、逆に弥二郎に薩摩藩兵を自身が食い止める間に逃げるよう言い、一緒に戦おうとしていた弥二郎に理由として“楽”がしたいと言い「生き延びて長州の敗北と玄瑞の死を晋作に知らせることの方が何倍も辛い」と言い、その最悪な役目を弥二郎に頼み、弥二郎を逃がした後、自らは単身で西郷吉之助と中村半次郎が指揮する薩摩藩兵を相手にする。西郷からは投降するよう勧告されるも、降る条件として革命を夢見た仲間達への手向けとするために、西郷の首を要求し単身で薩摩藩藩兵相手に吶喊して散って行った。
来島又兵衛（きじま またべえ）
長州藩遊撃隊総督。
長州藩の名誉を何よりも重きに置く気骨のある老人。
禁門の変にて本隊を率い、蛤御門にいた会津兵を圧倒するも、その直後に現れた西郷隆盛率いる薩摩藩兵、中村半次郎の前に粉砕される。
品川弥二郎（しながわ やじろう）
長州軍 八幡隊隊長→長州藩 御楯隊軍監
元松下村塾。久坂玄瑞に一番心酔しており、禁門の変では久坂らと共に鷹司邸へ攻め込むも、鷹司邸はもぬけの空となっており、久坂の最期の策を聞いた時は、その場にいた久坂や入江達に他の方法を考えるように言うも久坂の決意は変わらず、久坂に革命はどうなるのかと泣きながら聞いた時には、高杉さえ生きていれば革命は必ず成ると言われた。久坂の爆死後に泣き崩れていたところを入江に活を入れられるが、その直後に現れた薩摩藩兵を前に、震えながらも単身で薩摩藩兵を食い止める間に九一に逃げるよう言うも、逆に九一から逃げるよう言われ、せめて共に戦わせてほしいと言うも入江九一から、高杉に「長州の敗北と玄瑞の死を知らせることの方が何倍も辛い」と言われ、九一からその最悪な役目を頼まれ、泣きつつもその役目を果たすために鷹司家を後にした。
その後は逃亡中の高杉の挙兵に呼応し、自身も太田・絵堂の戦いに参戦する。
山県狂介（やまがた きょうすけ）
奇兵隊総督→奇兵隊軍監。
高杉の挙兵に呼応し、太田・絵堂の戦いに参戦。
伊藤俊輔（いとう しゅんすけ）
力士隊総督。
井上聞多（いのうえ もんた）
鴻城隊総督。
大村益次郎（おおむら ますじろう）
明倫館（藩校）兵学教授。
町医者の出自であり、高杉晋作によってその軍事的才能を見出され、長州軍の軍師として起用された。 知恵の輪を手慰みにしており、口癖として言葉の最後に「です」をつけ、ハイを言う独特の口調がある。策を考える時には、場所や所構わず床などに情報などを彫って考える山形曰く「自動筆記」という癖がある。自身の出す最善策のためには味方や仲間の命を捨てることになることも厭わなく、平然とそのことを話す様から桂からはまるで「虫とでも会話している」と思われてるが、桂もそれが最善策であることも認めている。
第二次長州征伐の前の作戦会議にて高杉晋作から幕軍15万を相手に勝つための策を立てるよう言われ、その場で策を練り上げ高杉に幕軍に勝つには、最新式洋式銃ミニエー銃三千丁と、制海権掌握のための洋式軍艦三隻が必要であると答える。高杉へ不確定要素はあるが九割九分勝てると自信満々に言い、高杉から自身が全ての手配をするから、代わりに十割勝てると言い切れるまで策を練り上げろと言われ、それを了承した。
第二次長州征伐に置いては、自軍と幕軍との30倍の兵力差では守り切れることなど不可能であることから、守るのでは無く逆に高い命中率を誇る、ミニエー銃によるゲリラ戦を展開し、幕府の拠点を攻め奪り、短期による決戦で大勝を収めれるという作戦を立てるが、その中で小倉口での戦いの勝利のために周防大島をトカゲの尻尾として捨てるという判断をする。
鳥羽・伏見の戦いでは大久保と共に東征軍にいたが、軍師が前線に出る時は相場は負け戦と決まってるという理由から、前線には行かず軍略に関しては全て西郷に託していた。

#### 薩摩藩
田中新兵衛（たなか しんべえ）
通称は人斬り新兵衛。野太刀自顕流の遣い手。矛のような大型の太刀を使用する。
自身は平気で不意打ちするが、他人がやると激昂し卑怯者と罵る。とてつもない怪力の持ち主で一撃で刀を折ったりする。
京では久坂や武市の指示で、岡田以蔵らと共に暗殺していた。
やがて政情の変化により久坂から用済みとされ、姉小路卿殺害の濡れ衣を着せられる。追われる身となると浪士組の屯所を急襲し土方と相対する。土方とわずか数合の勝負で斬り伏せられ、最期に人斬りとしての誇りを語り土方に首をはねられる。公には取調べ中の自死とされた。
中村半次郎（なかむら はんじろう）
通称は人斬り半次郎。示現流史上最強の遣い手にして最狂の剣士。通常の刀の倍以上はある長刀を使用する。
頬がこけて体は細く、目つきも恐ろしい風体を放つ。自身の放つ剣圧や凶悪な気配は、永倉新八が芹沢鴨と同等以上の禍々しさを、感じさせる程である。
自分の身体は西郷吉之助のものであると迄言う程西郷を心酔しており、自分に付けられた僅かなかすり傷でさえ、自身にとっては薩摩藩と西郷の威信を傷つけられたも同義である程。
全身のひねりが生み出す回転力を斬撃に利用した一刀必死の変則示現流の遣い手。その斬撃は二児の鉄槌や魁の棍棒を真っ二つにする程で、多くの遣い手を一刀で沈めてきた。
水戸天狗七党七鬼衆が京都に現れた時には、薩摩藩を襲撃しようとした榊兄弟と交戦。自身の示現流を避けられ、顔に僅かなカスリ傷を付けられる。その後撤退する榊兄弟に自ら殺すと予告する。その後芹沢鴨暗殺の夜に藤堂と島田と交戦していた榊兄弟を襲撃する。自身の示現流にて2人をそれぞれ一刀両断し倒す。尚この時近くにいた藤堂平助の心を自身の剣圧によってへし折る。
禁門の変では、西郷と共に長州軍を全滅するために抜刀隊を率いて出陣し、自身の示現流にて来島又兵衛を一刀両断し、西郷から自身の活躍を褒められ赤面する。
大久保がトーマス・グラバーに坂本龍馬が薩長連合による新政府ではなく、諸藩連合（徳川家はその中心）による新政府樹立で日本内乱を抑えようと画策したことを報告しに来た時には、その場に護衛として側におり、グラバーの怒りを感じ大久保を刺そうとしたハリーを、自身の剣圧と殺意にて止めた。油小路の変では新撰組幹部を殺そうと河上彦斎と共に参戦する。尚その際に新撰組の最後を見届けようとした、伊藤甲子太郎に西郷の下知が無ければ甲子太郎を真っ先に斬りたいと本気で言う。交戦当初は自身に向かって来た島田に対して、自身の斬撃で迎え撃ち自身の太刀の範囲内にいた味方を2人巻き込んだのにも関わらず、島田の棍棒を両断するも、斉藤一によって自身の太刀の軌道を逸らされる。その後は斉藤らと交戦するも伊藤が沖田に討たれたと聞くと、伊藤が死んだため、自分達には関係が無くなったとして撤退をする。
戊辰戦争時には桐野利秋と名を改めており、江戸の薩摩藩邸での西郷と勝海舟との対面の場にも西郷の側におり、西郷を侮辱した勝を一度は本気で斬ろうとするも斬ることが出来なかった。
西郷吉之助（さいごう きちのすけ）
薩摩藩軍指揮官→東征大総督府 東海道先鋒軍参謀。
後の西郷隆盛。どのような戦場においても冷静にして容赦がない。だが戦闘の最中でも味方には優しく、禁門の変では半次郎の活躍を見ると笑顔でご苦労であったと褒める程。
禁門の変では自ら陣頭に立ち薩摩藩の軍を率い、蛤御門にいた来島又兵衛が率いる遊撃隊と交戦し、軍の指揮を取り遊撃隊を壊滅させる。その後は御所の壁をぶち破り、偶然にもその場にいた入江九一に投降するよう言うも、投降する代わりに自分の首を条件とされ拒絶される。
鳥羽伏見の戦いの前に大山弥助と腕相撲をしながら、弥助に新撰組を止めることが重要でそれが戦の緒戦を決めると言っており、弥助に新撰組と土方歳三を甘く見ないよう忠告する。東征軍の江戸への進軍時には東海道軍参謀役として進軍をし、江戸に到達すると薩摩藩邸で自身に会いに来た勝海舟と対面する。当初は坂本や高杉ら散っていった多くの同志たちのために、江戸を灰にしてでも徳川を斃そうとしていたが、勝から自分たちは幕府に勝っていると言われ、江戸の市民の命を守るために自身へ土下座した勝を見ると、全ての責を自身が負うことで徳川の降伏を受け入れ、江戸城総攻撃の中止を決断した。
大久保一蔵（おおくぼ いちぞう）
薩摩藩御側役。
後の大久保利通。冷徹な頭脳を持ち、西郷の相棒にして唯一無二の親友。
大山弥助（おおやま やすけ）
薩摩伏見方面軍司令官。
後の大山巌。右目に眼帯をつけており、全身に切り傷が残っている。西郷吉之助以上の巨漢。剣術にも秀でている。自らの部隊にある大砲に、『ステファニー』『ルーシー』と言う外人の女の名前をつけているなど、何処か緊張感の無い性格をしている。剣術にも優れており鉈の形状をした大剣を所有している。
鳥羽伏見の戦いでは砲術部隊を指揮し、弥助砲による遠距離砲術で、幕府軍を劣勢に追い込む。その後は新撰組によって洋式歩兵部隊一個小隊が全滅になった後、自ら陣頭に立ち土方ら新撰組と対峙し指揮を執る。
淀・富ノ森の戦いでは、新撰組と別撰組らを相手に苦戦をするも、事前に淀藩の謀反を聞いており淀藩の謀反によって旧幕府軍が撤退を選択すると、追撃戦に移るも井上率いる新撰組六番隊によって追撃を止められてしまう。最後は鉄砲にも怯むことなく自分達に向かって前進してくる井上の最期には鉄砲はふさわしく無いと感じ、その場にいた総員に抜刀を指示し迎え討つ用指示を出す。
第二次宇都宮攻城戦では、奪るべきなのは宇都宮城では無くて、土方との大鳥の首を奪るのを優先しており、土方の意図的な誤報による負傷の報を聞いた時には、土方の怪我が嘘で狙いが自身の首だと理解はしていたが、土方歳三の首を取れる二度ととない機会から自ら隊を率いて、土方の首を狙いに来た。
野津七次（のづ しぢじ）
薩摩藩陸軍小隊長 薩軍神衛隊隊長。薬丸自顕流の達人。武器は長巻き。大山弥助と共に『薩摩の双璧』と呼ばれている若手の天才指揮官。大山弥助からはもし新撰組と土方を相手取って土方の首を奪れるとしたら、自身の薬丸自顕流と七次が率いる第6小隊の神衛隊しかいないと言われている。
薩摩の出身である大山弥助や半次郎からはその剣の実力を高く評価されており、宇都宮城第二次攻防戦では、大山の首を取りに来た土方と相対した時には、土方が瞬時に相当の手練れだと判断する程。薬丸自顕流の道場で、大人の師範代を相手にして連続で7人抜きをする程の剣術の実力を持っており、自身が憧れていた薩摩最強の剣士でもある半次郎との念願の立ち合いの際には、半次郎が「自分と七次が闘れば、木刀での立ち合いだとしてもどっちかが死ぬ」と判断して、立ち合うこと無く前述の言葉を残して道場を去っており、当時から薩摩最強の剣士と言われている半次郎でも、七次が相手の場合確実に勝つ保証は無いと言われる程。長巻きによる変則型の薬丸自顕流を得意としており、宇都宮城攻防戦で自身らの足止めを測った坂原からはその実力から「規格外の怪物」だと判断を間違えさせる程。異形の方蜻蛉からの下半身の力と長巻きの精妙な握りの動作によって、通常の剣よりも射程と威力が倍にも達する、薬丸自顕流の到達点でもある『一刀入魂』を得意としている。
宇都宮城第二次攻防戦では、土方の負傷したとの報を聞いた時には、虚報の可能性があると察して、狙いが大山の首だと思って神衛隊らと共に大山の元に向かい、大山を助けると共に土方と1対1の戦いを行い、味方の援軍が来た事で決着がつかず戦いが終わったが、戦いの中で自身の右の脚を斬られたことでこれ以上戦うのが無理だと、完膚なきまでに負けたと自身の敗北を認めたが、戦いの中で土方の右脚に暫く戦うことが出来なくなる程の深手を負わせていた。

### 幕府方

#### 幕臣
勝海舟（かつ かいしゅう）
声 - 黒田崇矢（ドラマCD）
幕府蕃所調所頭取→幕府海軍奉行並。田島龍之助の一件を田島の遺書を見せることにより騒動を鎮めた。
佐々木只三郎（ささき たださぶろう）
声 - 三上哲（ドラマCD）
講武所剣術教授方。神道精武流免許皆伝で、「小太刀日本一」と称される達人。元は会津の下級武士の三男として生まれ、後に幕府御家人の養子となった。
オネエ口調で、土方から度々「カマ三郎」と呼ばれるなど犬猿の仲。新撰組や土方を嫌っていたが、誰よりも武士らしい精神は認めていた。
淀・富ノ森の戦いの前に新撰組の前に見廻組を引き連れて現れ、見廻組と共に参戦を表明し土方達と共に戦うも、淀藩の裏切りの際、新撰組と別撰組を逃がす時間稼ぎのため、死を決意し見廻組らと共に殿を務める。戦の最中に一発の銃弾を受け、致命傷を負いその場にいた今井信郎に対して自身の小太刀を渡し土方への遺言を伝え、散っていた。
小栗忠順（おぐり ただまさ）
徳川陸軍奉行並。食事をするためだけの時間などは無駄だと考えており、会議の最中や行軍の最中も握り飯などを頬張っている。勝海舟と思想は真逆ながら、日本を心から愛する同志として彼のことを尊敬している。

#### 長岡藩
河井継之助（かわい つぎのすけ）
長岡藩執政。常に煙草を咥え、無精髭を生やした中年男性。
大鳥から「会津をはじめとする奥羽・越後諸藩連合と蝦夷地を加えた、新政府に対抗できる新たな国を作るためには、是が非でも味方に引き入れたい奥羽越最強の人物」と言われており、元々7万4千石の僅かな長岡藩を、自身の手で藩政及び軍事的改革を断行し、戊辰戦争勃発と同時に江戸の長岡藩邸に所蔵されていた家宝を勝手に売却して得られた数万両で、当時最新鋭の大量の銃や大砲に加えて、ガトリング砲を二門入手した事で、長岡藩を日本最強レベルの火力を持つ最強藩の一つに生まれ変わらせた。その手腕や軍事的才能の高さは、土方からは「薩摩か長州に生まれていたら、西郷や大久保だけで無く大村ですら顎で使っていただろう」と言われ、西郷からは「想定以上に恐ろしい漢」と言われ、大村からは「どんな策を使ってでも排除しなければならない」「もし河井と土方が手を組んだのだとしたら、官軍最大の脅威になる」と本気で警戒をさせる程。
江戸城無血開城後の会津藩の新政府への反抗の際には、薩長の新政府にも会津をはじめとする弱腰の旧幕府のどちらにも加わるつもりは無く、武装中立を宣言する。新政府側につかない理由は、新政府が、自身ら長岡藩が長年に渡って領民らと共に築き上げてきたものを、差し出して当然の態度が嫌いであるからであり、旧幕府側につかないのは、旧幕府勢力が頭や装備が新政府軍よりも古い上に、戦下手で腰抜け揃いであり、何よりも長岡藩が徳川の恩顧や日の本の大義の為に命を賭ける気は無いからである。
その後、長岡藩で新政府への恭順か旧幕府勢力との共闘かの真っ二つに割れた藩論には加わっておらず、城下を歩き回っており、会津藩から使者として来た、佐川と土方ら両名と会談をする。佐川からの奥羽越列藩同盟への参加を頼まれるも前述の理由からそれを拒絶する。そして土方に鳥羽伏見から敗け続きな状況の中で第一次宇都宮城攻防戦で唯一官軍に勝利を得た土方に対して、なぜ先頭に立って闘い続ける理由を聞き、土方の「自分は薩長が大っ嫌いだから」と言う言葉に納得して、自身も薩長が気に食わないことから、新政府軍との徹底抗戦を決め、新政府軍に対して宣戦布告をする。

#### 蝦夷共和国
榎本武揚（えのもと たけあき）
幕府海軍軍艦頭。
もじゃもじゃ頭が特徴で、サイコロを3つ持っている。「運」も重なっていけば「必然」と考えている。
西郷と大久保が新政府軍を破滅させるに足る人物として危険視している。幕臣でありながら、徳川でも薩長による新政府でもない新しい日本国を建国する構想を持っている。
大鳥圭介（おおとり けいすけ）
陸軍歩兵頭。背中までの黒髪をオールバックにしている。幕末が生んだ最高の秀才と謳われており、西洋式兵学から砲術、写真術などのあらゆる学問を究めている。小栗忠順が組織した幕府の最精鋭部隊「伝習隊」の指揮官でもある。
新たな日本国建国の幹部に土方歳三を迎え入れるべく新撰組を調べているうちに、新撰組オタクとなった。
星恂太郎（ほし じゅんたろう）
額兵隊隊長。東北訛りで話し、眼鏡を掛けた筋骨隆々の青年。好戦的な性格で、通称「仙台の狂星」。
荒井平之進（あらい へいのしん）
額兵隊副隊長。
伊庭八郎（いば はちろう）
遊撃隊隊長。通称「隻腕の達人」。
人見勝太郎（ひとみ かつたろう）
遊撃隊副隊長。通称「一撃必殺の小銃使い」。
古屋作左衛門（ふるや さくざえもん）
衝蜂隊隊長。通称「英国式歩兵術の天才」。
今井信郎（いまい のぶお）
衝蜂隊副隊長。かつては見廻組最強の刺客として恐れられた。
甲賀源五（こうか げんご）
旧幕府軍回天艦長。

### 大英帝国
トーマス・グラバー
長崎に滞在するイギリス人商人。武器の販売と阿片の密売を行う。
大英帝国の意思として徳川慶喜を必ず殺せと言い、万が一のための保険として亡霊の騎士団を岩倉具視と大久保一蔵に紹介し、徳川慶喜や近藤勇や松平容保らにそれぞれ懸賞金をかける。岩倉具視からの条件として、土方歳三の首を10000ポンドとする代わりに、1人や2人殺しても金は払わず、皆殺しにしたら全額払うという言葉に負け、岩倉具視との契約が成立した。

#### 亡霊の騎士団（ウォリアーズ・オブ・レヴェナント）
グラバーが用意した暗殺集団。大英帝国の植民地から選りすぐった使い手達であるが、全員が元死刑囚で制御不能のモンスターと言われている。また彼ら自身も大英帝国に忠誠を誓っているといるわけでなく、手に入るお金で大英帝国に復讐しようと考えている者もいる。
ナーナー・サーヒブ
インド出身。インド伝統武術カラリパヤットの遣い手で変幻自在の長剣ウルミを使用する。
かつては大英帝国の植民地支配から解放するために戦った反乱兵士で自身は部下と共に英国軍一個大隊を壊滅させていったが、英国軍の最新式火器に反乱軍は倒され部下も失ったことで大英帝国の軍門に下った。開陽丸を襲撃した際に佐川と相対して敗死。
ドゥヌ
ケープ植民地出身。無痛症の剣士で大剣を振るう。頭が焼け爛れている。左腕に家族の名前を刻んでいる。
ケープで姉・マイラを含む兄弟姉妹に囲まれ幸せに暮らしていたころ、1人の英国商人が自身が住んでいた村を植民地化した。その際、マイラ達家族を非人道的な方法で殺害されてしまう。自身も同じように頭を燃やされてしまうも生還し、英国商人を殺した過去を持つ。
開陽丸を襲撃し斉藤と相対する。無痛症のため最初は斉藤の攻撃を食らってもお構い無しに攻撃を仕掛け追い詰めていたが、斉藤に左腕の秘密を見破られ、以後左腕の集中攻撃を受け心の痛みを感じてしまう。最期は左腕を切断されたことで敗北を認め自ら首を切断し自害する。自身に大量の保険金がかけており大英帝国の復讐の種として、故郷のケープの子供達に送った。
リチャード3世
オーストラリア出身。
ジョセフ・B・ボニー
アメリカ出身。
レオン・リー
香港出身。
ジャック・スミス
スコットランド出身。

### 明治新政府関係者
岩倉具視（いわくら ともみ）
元左近衛権中将。通称「禁中の怪物」と呼ばれる筋骨隆々の公卿。屈強な肉体であり、自らの筋肉によって刀をへし折り、横綱の張り手を容易くに避け、尚且つ顔で受けてもビクともせず、逆に張り手一発で横綱を土俵から出せる程の強靭な肉体を持っている。幕府を滅ぼすために暗躍しており、その行動や策略には敵味方構わず、恐れられている。
禁門の変後、薩摩藩と共に京の政局を動かそうとしており、新撰組を潰すために河上彦斎を刺客として送り込む。
大久保による土方を殺す計画が失敗した後は大久保のやり方を生ぬるいと言い、伊藤甲子太郎を使い新撰組を潰すために暗躍させる。
鳥羽伏見の戦いの時には、腹心の玉松操に錦の御旗を作らせ、旗を掲げることによって自軍らを官軍とし士気を上げ旧幕府軍の士気を削がせた。鳥羽伏見の戦いの後に勝利の報告をしに来た大久保と西郷を相手にチェスに例えながら、今後の予想と自身の考える展開を語る。
淀・富ノ森の戦いの時には事前に淀藩を寝返らせることで、旧幕府軍を全滅の危機に追い込んだ。
淀・富ノ森の戦いの一月前に、トーマス・グラパーと亡霊の騎士団の契約を結んでおり、土方歳三の首を10000ポンドにする代わりに、全員を皆殺しにしたら全額キッチリ払うと言い、契約を成立させた。
河上彦斎（かわかみ げんさい）
通称は人斬り彦斎。岩倉が新撰組によこした刺客で「羅刹」の通り名を持つ。斉藤一からは「珍獣」と呼ばれる。
岡田以蔵とは質が異なり、人斬りの人格「彦斎」と心優しい少年の人格「彦次郎」の二つの人格を持つ。「彦次郎」の人格は「彦斎」を抑えようとしているが出来ずにいる。
常に手かせをつけており、戦い方は自身は武器を持たずに素手か相手の武器やその場にある物を使い戦う我流であり、幾度の暗殺と本能のみを師として培われた攻撃はその場にある全てが凶器の我流暗殺術。
岩倉具視によって新撰組を潰すための刺客として行動し、半月で18人の新撰組隊士を殺した。その後、藤堂平助と島田魁らと会い当初は「彦次郎」の人格だったが直後に「彦斎」の人格になったことで、襲撃しその場にいた他の隊士5人を殺し、藤堂平助と島田魁も圧倒し殺す寸前までいくものの、直後の斉藤の介入によって殺すまでは至らなかった。その後は斉藤と交戦し互角に渡り合うも「彦次郎」が目を覚ます時間になったことで撤退した。

### その他の登場人物
琴（こと）
会津藩士の天誅事件の実行犯の一人。西洋風の剣の使い手。赤髪で青目の女性。
幼きころより青い眼を持つ故に人として扱われず、鬼として生きることを選ぶ。その後久坂に出会い、志士という言葉に感銘を受け以後師事する。
会津藩士の天誅事件では望月達を襲撃し望月達の指を切り落とす。その後土方を襲撃するも捕縛されてしまう。土方から逃がされると、土方暗殺の失敗から久坂から用済みとされ、かつての忍の頭領から命を狙われる。しかし、土方と斉藤のおかげでことなきをえる。
その後会津に捕まりそこで自害しようとするが、容保に制されて思い止まり生きることを選ぶ。その後の詳しい詳細は不明だが、合図戦争の頃には会津におり、土方から琴を守るよう頼みを受けた永倉によって江戸に向かっており、孕った状態であったが、土方にはその事は教えずにいた。江戸についてからは隠れ家で永倉の護衛を受けている。
三牙（さんが）

## 書誌情報
- 原作：梅村真也・作画：橋本エイジ 『ちるらん 新撰組鎮魂歌』ノース・スターズ・ピクチャーズ→コアミックス〈ゼノンコミックス〉、全36巻
  1. 2011年4月20日発売、ISBN 978-4-19-980012-2
  2. 2011年10月20日発売、ISBN 978-4-19-980042-9
  3. 2012年2月20日発売、ISBN 978-4-19-980063-4
  4. 2012年7月20日発売、ISBN 978-4-19-980096-2
  5. 2012年12月20日発売、ISBN 978-4-19-980126-6
  6. 2013年4月20日発売、ISBN 978-4-19-980142-6
  7. 2013年8月20日発売、ISBN 978-4-19-980161-7
  8. 2014年1月20日発売、ISBN 978-4-19-980188-4
  9. 2014年5月20日発売、ISBN 978-4-19-980208-9
  10. 2014年9月20日発売、ISBN 978-4-19-980234-8
  11. 2015年1月20日発売、ISBN 978-4-19-980251-5
  12. 2015年5月20日発売、ISBN 978-4-19-980267-6
  13. 2015年9月19日発売、ISBN 978-4-19-980293-5
  14. 2016年1月20日発売、ISBN 978-4-19-980324-6
  15. 2016年5月20日発売、ISBN 978-4-19-980345-1
  16. 2016年9月20日発売、ISBN 978-4-19-980368-0
  17. 2016年12月20日発売、ISBN 978-4-19-980382-6
  18. 2017年5月20日発売、ISBN 978-4-19-980411-3
  19. 2017年9月20日発売、ISBN 978-4-19-980444-1
  20. 2018年1月20日発売、ISBN 978-4-19-980470-0
  21. 2018年5月19日発売、ISBN 978-4-19-980496-0
  22. 2018年9月20日発売、ISBN 978-4-19-980522-6
  23. 2019年1月19日発売、ISBN 978-4-19-980548-6
  24. 2019年5月20日発売、ISBN 978-4-19-980569-1
  25. 2019年9月20日発売、ISBN 978-4-19-980522-6
  26. 2020年1月20日発売、ISBN 978-4-19-980615-5
  27. 2020年5月20日発売、ISBN 978-4-86720-149-7
  28. 2020年9月19日発売、ISBN 978-4-86720-167-1
  29. 2021年1月20日発売、ISBN 978-4-86720-194-7
  30. 2021年5月20日発売、ISBN 978-4-86720-238-8
  31. 2021年9月18日発売、ISBN 978-4-86720-269-2
  32. 2022年1月20日発売、ISBN 978-4-86720-293-7
  33. 2022年5月20日発売、ISBN 978-4-86720-377-4
  34. 2022年9月20日発売、ISBN 978-4-86720-414-6
  35. 2023年3月20日発売、ISBN 978-4-86720-460-3
  36. 2023年7月20日発売、ISBN 978-4-86720-528-0

## 舞台
2017年4月7日から10日まで大阪・森ノ宮ピロティホールで、4月20日から30日まで東京・天王洲 銀河劇場で公演された。

### 出演
- 土方歳三 - 花村想太（Da-iCE）
- 沖田総司 - 岩岡徹（Da-iCE）
- 斉藤一 - 早乙女友貴[5]
- 琴 - 馬場ふみか[5]
- 山南敬助 - 和泉崇司[5]
- 永倉新八 - 土屋シオン[5]
- 雀 - 紗綾[5]
- 試衛館塾生 - 榛葉恵太[5]
- 岡田以蔵 - 久保田秀敏[5]
- 近藤勇 - 滝川英治[5]
- 新見錦 - 根本正勝[5]
- 芹沢鴨 - 松本利夫（EXILE）

## テレビアニメ
スピンオフ作品『ちるらん にぶんの壱』を原作としたアニメが、2017年1月より3月まで5分枠の短編アニメとして放送された。同年5月26日に全12話を収録したDVDが発売された。アニメーション制作を務めるランドック・スタジオにとって、自社単独では初の元請制作作品となる。

### スタッフ
- 原作 - 『ちるらん にぶんの壱』橋本エイジ・梅村真也（月刊コミックゼノン連載）
- 監督 - 室井ふみえ
- キャラクターデザイン - 村田睦明
- 美術監督 - 市原美恵子
- 色彩設計 - 村上智美
- 撮影監督 - 神田智孝
- オフライン編集 - 木村佳史子
- 音響監督 - 阿部信行
- 音楽 - 平野義久
- プロデューサー - 稲本幸子、宮下幹治、後藤裕、池田俊貴、駒木根徹
- アニメーションプロデューサー - 田中将士
- アニメーション制作 - ランドック・スタジオ
- 製作 - 「ちるらんにぶんの壱」製作委員会（ノース・スターズ・ピクチャーズ、スマイラル・アニメーション、ワーナーミュージック・ジャパン、ダックスプロダクション、ランドック・スタジオ、KBS京都）

### 主題歌
「僕の手に触れるな」
神様、僕は気づいてしまったによるオープニングテーマ。

### 各話リスト
| 話数     | サブタイトル | 脚本       | 絵コンテ       | 演出           | 作画監督 | 原画                                      |
| -------- | ------------ | ---------- | -------------- | -------------- | -------- | ----------------------------------------- |
| 第一刀   | 異名         | 室井ふみえ | 室井ふみえ     | 室井ふみえ     | 村田睦明 | 松本憲生、山田勝哉 小美野雅彦、あべたくじ |
| 第二刀   | 男気         | 室井ふみえ | 室井ふみえ     | 室井ふみえ     | 村田睦明 | あべたくじ、村田睦明                      |
| 第三刀   | 睡眠         | ササキムリ | 佐藤雄三       | 室井ふみえ     | 村田睦明 | 滝川和男、坂下史織                        |
| 第四刀   | 恋文         | 室井ふみえ | 室井ふみえ     | 高村雄太       | 村田睦明 | 福山拳侍、磐城慎 あべたくじ               |
| 第五刀   | 恐怖         | ササキムリ | 伊勢昌弘       | 伊勢昌弘       | 村田睦明 | 伊勢昌弘、あべたくじ 村田睦明             |
| 第六刀   | 愛用         | ササキムリ | カミムラタカト | カミムラタカト | -        | -                                         |
| 第七刀   | 見廻         | ササキムリ | 伊勢昌弘       | 伊勢昌弘       | 伊勢昌弘 | 伊勢昌弘                                  |
| 第八刀   | 酒           | ササキムリ | 玉川真人       | 玉川真人       | 村田睦明 | 飯田宏儀、あべたくじ                      |
| 第九刀   | 変装         | ササキムリ | 玉川真人       | 玉川真人       | 村田睦明 | 飯田宏儀                                  |
| 第十刀   | 食事         | ササキムリ | 芦野芳晴       | 芦野芳晴       | 村田睦明 | 芦野芳晴                                  |
| 第十一刀 | 日常         | 室井ふみえ | 浜崎博嗣       | 浜崎博嗣       | 村田睦明 | あべたくじ、村田睦明 橋本エイジ、浜崎博嗣 |
| 第十二刀 | 休憩         | 室井ふみえ | 室井ふみえ     | 室井ふみえ     | 中嶋敦子 | 中嶋敦子、斉藤哲人 室井ふみえ             |

### 放送局
| 放送期間                | 放送時間                     | 放送局     | 対象地域 | 備考                                                   |
| ----------------------- | ---------------------------- | ---------- | -------- | ------------------------------------------------------ |
| 2017年1月10日 - 3月28日 | 火曜 1:00 - 1:05（月曜深夜） | TOKYO MX   | 東京都   | リピート放送あり                                       |
|                         | 火曜 1:30 - 1:35（月曜深夜） | KBS京都    | 京都府   | 製作委員会参加 / 物語の舞台地 『ワカコ酒』との連続放送 |
| 2017年1月12日 - 3月30日 | 木曜 0:15 - 0:18（水曜深夜） | サンテレビ | 兵庫県   |                                                        |